# Willow Creek (Kalifornia)
Willow Creek statisztikai település az USA Kalifornia államában, Humboldt megyében. Lakosainak száma 1720 fő (2020. április 1.). 
A település népességének változása:

| 2010 | 1 710 |
| 2020 | 1 720 |